# Осавулівка
Осавулівка (до 2025 року — Єсаулівка, до 1803 року — Євдокіївка) — селище в Україні, в Антрацитівській міській громаді Ровеньківського району Луганської області. Орган місцевого самоврядування — Єсаулівська селищна рада.

## Географія
Географічні координати: 48°2' пн. ш. 39°1' сх. д. Часовий пояс — UTC+2. Загальна площа селища — 4,63 км².
Селище розташоване за 12 км від Антрацита. Найближча залізнична станція — Антрацит, за 12 км. Через селище протікає річка Мало-Кріпенка.

## Історія
Першими поселенцями були українські селяни-втікачі. Село виконувало роль перевального пункту зі Слобідської України на Донщину.
Засноване 1777 року як хутір Євдокіївка, від імені вдови старшини Луковкіна — Євдокії.
Згодом ці землі були викуплені осавулом (рос. есаул) Лук'яновим, від військового звання якого і було утворено нову назву — Єсаулівка.
1827 року поблизу селища спеціалістами Луганського чавуноливарного заводу були розвідані свинцеві поклади
У 1830-х роках Єсаулівка отримала статус волосного села.
27 липня 1858 року закладено церкву в ім'я Преображення Господнього, яка була освячена в 1861 році.
За даними 1859 року у власницькому поселені Міуського округу Області Війська Донського мешкало 410 осіб (196 чоловіків та 204 жінки), налічувалось 71 дворове господарство, існували православна церква, поштова станція, шкіряний завод.
Станом на 1873 рік у слободі, центрі Єсаулівської волості, мешкало 757 осіб, налічувалось 101 дворове господарство та 9 окремих будинків.
За переписом 1897 року кількість мешканців зросла до 1020 осіб (516 чоловічої статі та 504 — жіночої), з яких всі — православної віри.
Наприкінці XIX століття данським ученим Граммом проводились дослідження з пошуку корисних копалин, які спочатку були розпочаті академіком Чернишовим. Академіку вдалося відкрити поклади золота на Гострому бугрі в Нагольному кряжі, після чого пошуки дорогоцінного металу стали одним із видів заробітку для місцевих селян.
У 1937 році трестом «Донбасполіметал» була відкрита шахта й збагачувальна фабрика, яка проіснувала лише до 1940 року, оскільки були вичерпані промислові запаси сировини.
1938 року Єсаулівці було надано статус селища міського типу.
Під час Другої світової війни участь у бойових діях брали 290 місцевих жителів, з них 200 загинуло, 179 осіб нагороджені орденами і медалями.

## Новітня історія
7 серпня 2014 року біля Єсаулівки український підрозділ виходив з оточення терористами, терористи «Градами» розстріляли українську колону за 3 км на південний захід від села Єсаулівка Антрацитівського району, що виходила із Дякового. Тоді загинули старший прапорщик Ігор Присяжнюк, багаторазовий чемпіон України з веслування, майстер спорту з веслування на байдарках і каное, солдати Кумановський Віктор Анатолійович й Віталій Птіцин. Тимчасово поховані у братській могилі в полі місцевим священиком, котрий повідомив згодом українську владу про поховання. Решта не ідентифіковані, судячи зі знайдених при них речей — прикордонники та курсанти Оршанського навчального центру ДПСУ.

## Населення
За даними перепису 2001 року населення селища становило 1668 осіб, з них 57,97 % зазначили рідною українську мову, 41,97 % — російську, а 0,06 % — іншу.

### Мова
Розподіл населення за рідною мовою за даними перепису 2001 року:
| Мова            | Кількість | Відсоток |
| --------------- | --------- | -------- |
| українська      | 967       | 57.97%   |
| російська       | 700       | 41.97%   |
| інші/не вказали | 1         | 0.06%    |
| Усього          | 1668      | 100%     |

## Економіка
Економічний сектор селища представлений фермерським господарством «Перехрестенко», яке спеціалізується на тваринництві, вирощуванні зернових культур та овочів. Також в Єсаулівці діє агрофірма «Донбас», яка займається вирощуванням зернових культур.
Більшість працездатного населення зайняте на шахтах ДП «Антрацит».

## Соціальна сфера
В Єсаулівці функціонують ЗОШ I—II ступенів, фельдшерсько-акушерський пункт, будинок культури, поштове відділення, бібліотека та пункт ветеринарної допомоги.
У 2007 році було відкрито дошкільний навчальний заклад «Сонечко».

## Пам'ятки
В околицях селища виявлені стародавні розробки мідної руди, можливо, епохи бронзи.
Також на території Єсаулівки знаходиться пам'ятник радянським воїнам, що загинули під час Другої світової війни.